# 中亚区域经济合作学院
中亚区域经济合作学院，总部位于中华人民共和国新疆维吾尔自治区乌鲁木齐市，是中亚区域经济合作（CAREC）机制成员国共同发起设立的政府间国际组织。

## 简介
2012年10月30日，在中华人民共和国武汉市举行的中亚区域经济合作（CAREC）第十一次部长会上，部长们同意成立中亚区域经济合作学院实体基地。2014年11月6日，在吉尔吉斯共和国比什凯克举行的中亚区域经济合作（CAREC）第十三次部长会通过了中亚区域经济合作学院实体化部长声明。2016年10月26日，巴基斯坦共和国、中华人民共和国、吉尔吉斯共和国、乌兹别克斯坦共和国在巴基斯坦伊斯兰堡签署《关于成立中亚区域经济合作学院的协定》。
2017年9月7日，中亚区域经济合作学院开业仪式在中华人民共和国新疆维吾尔自治区乌鲁木齐市举行，中华人民共和国财政部部长肖捷、新疆维吾尔自治区人民政府主席雪克来提·扎克尔、亚洲开发银行行长中尾武彦、中亚区域经济合作（CAREC）机制成员国部长和中亚区域经济合作学院院长孙博雅分别在仪式上致辞。
中亚区域经济合作学院是中亚区域经济合作机制成员国共同发起设立的政府间国际组织。旨在提供知识产品、开展业务培训、研究及智库交流、加强能力建设，以提升中亚区域经济合作的质量，并促进本地区经济社会发展，助力“一带一路”建设。

## 历任院长
- 孙博雅（2017年—）